# ساوت میامی هایتس (فلوریدا)
ساوت میامی هایتس (به انگلیسی: South Miami Heights) یک منطقهٔ مسکونی در ایالات متحده آمریکا است که در شهرستان میامی-دید، فلوریدا واقع شده‌است. ساوت میامی هایتس ۱۲٫۸ کیلومتر مربع مساحت و ۳۵٬۶۹۶ نفر جمعیت دارد و ۳ متر بالاتر از سطح دریا قرار دارد.